# Pompeo di Campello

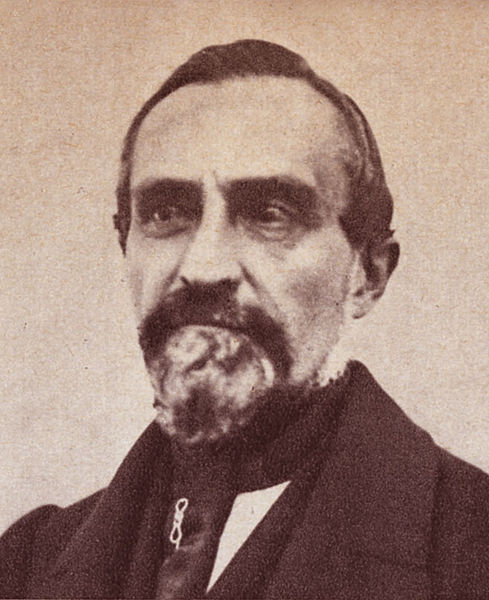
Pompeo di Campello, Datierung unbekannt

Conte Pompeo di Campello (* 15. Februar 1803 in Spoleto; † 24. Juni 1884 ebenda) war ein italienischer Dichter und Politiker. 1848/49 war er kurzzeitig Minister im Kirchenstaat und vom 12. April bis zum 20. Oktober 1867 Außenminister des Königreichs Italien.

## Leben
Aufwachsend in einer adligen Familie Umbriens, das damals noch zum Kirchenstaat gehörte, erhielt di Campello die für junge Adlige damals übliche Erziehung durch Hauslehrer, vor allem in Alten Sprachen und Literatur. Ein Universitätsstudium o. ä. ist nicht überliefert. Als junger Mann begann er Theaterstücke, vor allem Tragödien zu schreiben. Ersten literarischen Ruhm erntete er mit einem Band von Gedichten zu Ehren Papst Leo XII., der aus der Umgebung Spoletos stammte. Durch die Heirat mit Giacinta, geb. Prinzessin Ruspoli, wurde di Campello 1827 endgültig Teil der "besseren Gesellschaft" des Kirchenstaates, war sein Schwiegervater doch Auditor an der Sacra Rota, dem höchsten Zivil- und Strafgericht der Katholischen Kirche. Aus der Ehe gingen zwei Kinder, Paolo und Maria hervor, 1830 starb Giacinta jedoch. Während der Verbannungszeit ab 1831 arbeitete di Campello fast ausschließlich literarisch, 1835 bis 1840 lebte er bei Verwandten seiner Mutter in Florenz. In dieser Zeit machte er Bekanntschaft mit den später als Neoguelfismus bezeichneten Ideen Vincenzo Giobertis. Anfang 1846 unternahm er eine lange Reise mit Stationen in Turin, Triest, Wien, Mailand und Venedig, auf der er auch Kontakt zu Alessandro Manzoni und Niccolò Tommaseo hatte.
Nach der Niederschlagung der Republik am 3. Juli 1849 versuchte di Capello zunächst, sich im Lande zu verstecken, weil er dank mächtiger Freunde in der Kurie auf eine Begnadigung hoffte. Schließlich wurde ihm freies Geleit gewährt und er reiste über Korfu und die Toskana nach Turin im Königreich Sardinien ins Exil. Hier widmete er sich vorerst wieder der Literatur und dem Theater. In den 1850er Jahren reiste er häufiger nach Frankreich, wo der Schwiegervater seines Sohnes, Charles Lucien Jules Laurent Bonaparte, mit dem zusammen er Abgeordneter in Rom gewesen war, inzwischen dank der Verwandtschaft zu Kaiser Napoleon III. zu Einfluss gekommen war. Inwieweit die Treffen di Campellos mit dem Kaiser jeweils im Auftrag der Turiner Regierung erfolgten, ist heute nicht mehr nachzuvollziehen. 1859 ließ er sich schließlich in Florenz nieder, das in jenem Jahr mit Sardinien-Piemont vereinigt wurde.
Da sein Sohn Paolo 1867 zum Abgeordneten gewählt worden war, überließ der Vater ihm nach seinem Rücktritt als Außenminister die politischen Aktivitäten und zog sich ins Privatleben, verbunden mit regionalen Ehrenämtern, zurück.

## Politische Karriere
1824 ernannte ihn die Regierung zum stellvertretenden Gouverneur seiner Heimatstadt. Dies war ein Ehrenamt mit nur äußerst geringen Befugnissen, das der junge Mann jedoch nutzte, die Verwaltung besser kennenzulernen und erste Reformüberlegungen dazu anzustellen. Während der Unruhen im Gefolge der französischen Julirevolution, die auch die verschiedenen italienischen Staaten erfassten, wurde di Campello im Februar 1831 Kommandeur der Bürgergarde seiner Heimatstadt und wenige Tage später Präsident der "Volksrat" genannten provisorischen Regierung in Spoleto. Er war auch an der Ausarbeitung der am 4. März 1831 verkündeten Vorläufigen Verfassung des Kirchenstaates beteiligt. Aufgrund des engen persönlichen Verhältnisses zum damaligen Erzbischof G.M. Mastai-Ferretti von Spoleto, dem späteren Papst Pius IX. hatte dies vorerst keine Folgen für di Campello. Für seine Heimatstadt wurde sogar er in die "Consulta" berufen, eine parlamentsähnliche Versammlung aus vom Papst ernannten Personen mit lediglich beratender Funktion. Schon am 26. März wurde die Consulta jedoch wieder aufgelöst, di Campello wurde für 2 Jahre auf seine Güter verbannt und erhielt ein (1840 aufgehobenes) dauerndes Aufenthaltsverbot für Rom.
Im Herbst 1847 wurde di Campello wiederum für seine Heimatstadt in die unter dem neuen Papst Pius IX. neuentstandene Consulta berufen und widmete sich dort vor allem der Reform der päpstlichen Armee. Als im Frühjahr 1848 der erste Italienische Unabhängigkeitskrieg ausbrach, begleitete er das päpstliche Kontingent als Generalintendant. Nach seiner Wahl in das nunmehr "Rat der Deputierten" genannte Parlament kehrte er nach Rom zurück und wurde hier zum De-facto-Kriegsminister anstelle des zu dieser Zeit nur dem Namen nach amtierenden Prinz Doria-Pamphili. Ende Juli/Anfang August 1848 wurde er aus dieser Stellung verdrängt, da seine österreichfeindliche Politik nicht mehr den Ansichten des Papstes entsprach. Straßenunruhen in Rom nach der Ermordung Pellegrino Rossis im November verlangten seine (Wieder-)Berufung ins Ministerium Muzzarelli, so dass di Campello nun auch offiziell bis zu seinem Rücktritt am 16. März 1849 Kriegs- und Marineminister wurde. Anschließend war er bis zum Ende der inzwischen ausgerufenen 2. Römischen Republik an untergeordneter Stelle in deren Finanzministerium beschäftigt.
Die nächste Phase politischer Aktivität begann Anfang 1860, als di Campello Präsident der Commissione direttrice delle province romane (Regierungskommission der römischen Provinzen) wurde, die den Anschluss des Kirchenstaates an das Königreich Italien vorbereitete. Nach dem Anschluss Umbriens und der Marken an Italien im September 1860 war er kurzzeitig königlicher Kommissar in Spoleto, bevor er am 20. Januar 1861 zum Senator auf Lebenszeit ernannt wurde. An der Arbeit des Senates beteiligte er sich jedoch nur unregelmäßig, da für ihn die Verwaltung der Familiengüter und seine literarischen Interessen im Vordergrund standen. 1867 wurde er zum Außenminister im Kabinett Rattazzi (2.) ernannt, da sich die Regierung wegen seiner familiären Verbindungen davon ein besseres Verhältnis zum Zweiten Kaiserreich erhoffte. Zusammen mit der ganzen Regierung musste er nach einem halben Jahr zurücktreten, ohne in dieser Zeit Bedeutendes geleistet zu haben.

## Sonstiges
In seiner Heimatstadt Spoleto existiert ihm zu Ehren eine Via Pompeo di Campello.

## Veröffentlichungen
- Componimenti drammatici. 3 Bände. Florenz 1863.